# 関村 (千葉県君津郡)
関村（せきむら）は、千葉県君津郡（天羽郡）にかつて存在した村である。現在の富津市の南部に位置している。
旧村の名をそのまま村名としているため、富津市の地名として現存している。

## 沿革
- 1889年（明治22年）4月1日 - 町村制施行により、関村、大田和村、大川崎村、御代原村が合併し、天羽郡関村が発足。豊岡村とともに関豊岡村組合を設置。
- 1897年（明治30年）4月1日 - 天羽郡が統合されて君津郡となる。
- 1926年（大正15年）4月24日 - 豊岡村との組合を解消して関豊村を新設。同日関村廃止。
- 1955年（昭和30年）4月25日 - 関豊村が環村と合併して峰上村を新設。
- 1963年（昭和38年）10月1日 - 峰上村が天羽町と合併し、改めて天羽町を新設。
- 1971年（昭和46年）
  - 4月25日 - 天羽町が富津町、大佐和町と合併し、改めて富津町となる。
  - 9月1日 - 富津町が市制施行し、富津市となる。